# ラクタム

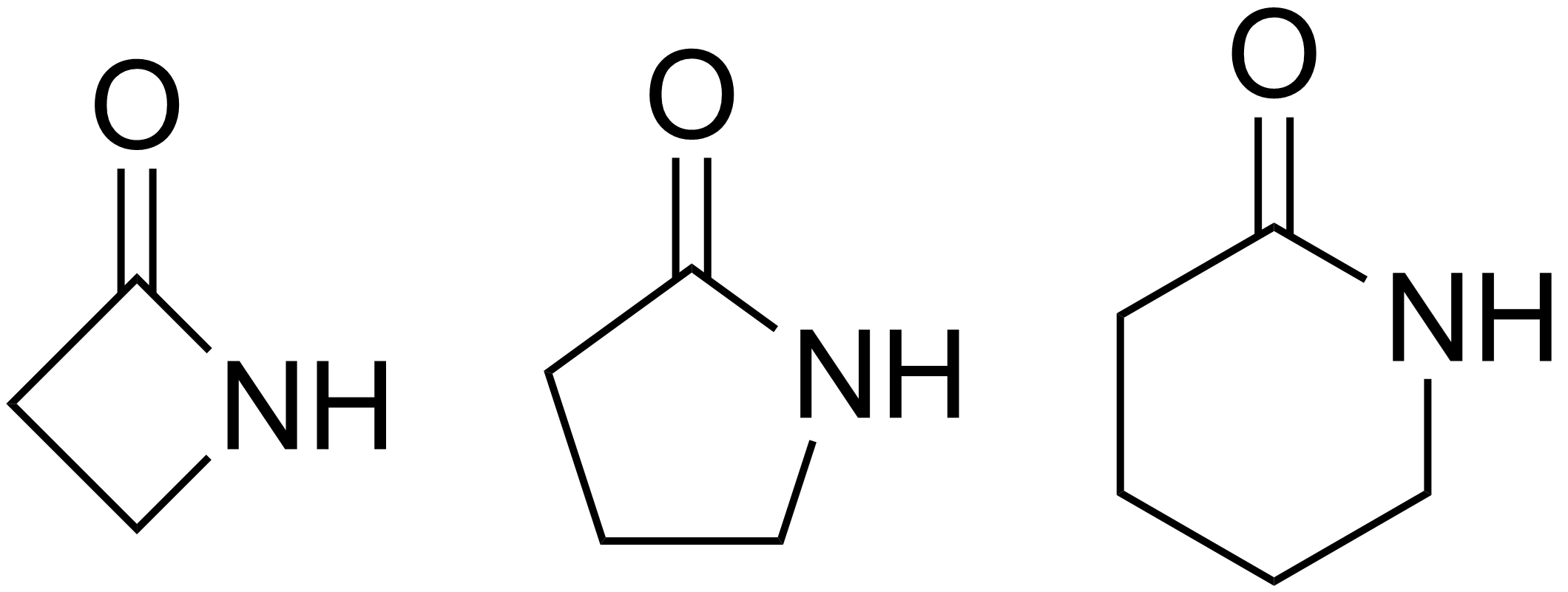
左から、β-ラクタム、γ-ラクタム、δ-ラクタム

ラクタム(lactam)は、カルボキシ基とアミノ基が脱水縮合した形を持って環を成している化合物の総称で、環の一部に-CO-NR-(Rは水素でもよい)を含む。語源はラクトンとアミドの合成。アミノカルボン酸の分子内環状アミド、と言い換えることもできる。
ε-カプロラクタムやラウロラクタムなどは、ナイロンの原料として重要な化合物である。ラクタムからナイロンを作るにはラクタムを開環重合によってポリアミドの形を取らせればよい。
環を構成する炭素数によってα-ラクタム（三員環）、β-ラクタム（四員環）、γ-ラクタム（五員環）、δ-ラクタム（六員環）、…、と呼ぶ。β-ラクタムは、β-ラクタム系抗生物質の主要構造として知られる。

## 合成
ラクタムの合成方法には一般的に次のようなものがある。
- ベックマン転位
- シュミット反応
- アミノ酸の環化
- ヨードラクタム化反応[1] - ヨウ素とアルケンの反応でイミニウムイオンとハロニウムイオンが形成する反応。

- キヌガサ反応

## ラクチム
ラクタムの-CO-NH-が互変異性で-C(OH)=N-構造となったものをラクチム（lactim）と呼ぶ。例えばイサチンはラクタム型構造とラクチム型構造の両方をとりうる。

## 主要な化合物
- ε-カプロラクタム
- ペニシリンなどのβ-ラクタム系抗生物質